# Liste des conseillers d'État du canton d'Obwald

Cette page présente la liste des conseils d'État du canton d'Obwald.

## 2018-2022
Dès 2018, les élections ont désigné:
- Christoph Amstad
- Maya Büchi-Kaiser
- Josef Hess
- Christian Schäli
- Daniel Wyler